# Lista de membros da Royal Society eleitos em 1697
Esta é uma lista de Membros da Royal Society eleitos em 1697.

## Fellows
- George Stepney (1663 -1707)
- John Hutton (FRS) (m. 1712)
- Jacques Basnage (1653 -1722)
- Ralph Thoresby (1658 -1725)
- Abraham de Moivre (1667 -1754)